# Добри верни слуга
„Добри верни слуга“ је југословенски филм из 1972. године. Режирао га је Зоран Ратковић, а сценарио је писао Џо Ортон.

## Улоге
| Глумац            | Улога |
| ----------------- | ----- |
| Милан Ајваз       |       |
| Милутин Бутковић  |       |
| Славка Јеринић    |       |
| Милан Михаиловић  |       |
| Огњанка Огњановић |       |
| Олга Савић        |       |